# Esiliiga 2011
Die Esiliiga 2011 war die 21. Spielzeit der zweithöchsten estnischen Fußball-Spielklasse der Herren. Sie begann am 6. März und endete am 6. November 2011.

## Modus
Die Liga umfasste wie in der Vorsaison zehn Teams. Dabei traten die Mannschaften an 36 Spieltagen jeweils vier Mal gegeneinander an. Der Tabellenerste stieg direkt in die Meistriliiga auf, der Zweitplatzierte FC Infonet Tallinn spielte in der Relegation gegen den Neunten der Meistriliiga FC Kuressaare um den Aufstieg. Der Letzte und Vorletzte stiegen in die drittklassige II Liiga ab, der Achte musste in die Relegation gegen den Abstieg.

## Vereine
FC Lootus Kohtla-Järve war aus der Meistriliiga abgestiegen. Aus der II Liiga kamen FC Infonet Tallinn und Puuma Tallinn hinzu JK Vaprus Pärnu wurde umbenannt in Pärnu Linnameeskond.
| Verein                 | Stadt        | Stadion                    | Kapazität |
| ---------------------- | ------------ | -------------------------- | --------- |
| JK Tallinna Kalev      | Tallinn      | Kalevi Keskstaadion        | 12.0000   |
| Tallinna JK Legion     | Tallinn      | Kadrioru staadion          | 5.000     |
| FC Levadia Tallinn II  | Tallinn      | Maarjamäe staadion         | 1.500     |
| FC Infonet Tallinn     | Tallinn      | Infoneti Lasnamäe staadion | 1.200     |
| FC Flora Tallinn II    | Tallinn      | Sportland Arena            | 1.198     |
| FC Puuma Tallinn       | Tallinn      | Wismari staadion           | 0500      |
| FC Lootus Kohtla-Järve | Kohtla-Järve | Sportikeskuse staadion     | 2.200     |
| Pärnu Linnameeskond    | Pärnu        | Strand-Stadion             | 1.500     |
| FC Valga Warrior       | Valga        | Keskstaadion               | 1.100     |
| Kiviõli Tamme Auto     | Kiviõli      | Kiviõli linnastaadion      | 0500      |

## Abschlusstabelle
| Pl. | Verein                     | Sp. | S  | U  | N  | Tore    | Diff. | Punkte |
| --- | -------------------------- | --- | -- | -- | -- | ------- | ----- | ------ |
| 1.  | JK Tallinna Kalev          | 36  | 21 | 10 | 5  | 102:390 | +63   | 73     |
| 2.  | FC Infonet Tallinn (N)     | 36  | 19 | 11 | 6  | 101:470 | +54   | 68     |
| 3.  | Kiviõli Tamme Auto         | 36  | 21 | 4  | 11 | 073:610 | +12   | 67     |
| 4.  | FC Levadia Tallinn II      | 36  | 16 | 12 | 8  | 067:430 | +24   | 60     |
| 5.  | FC Flora Tallinn II        | 36  | 17 | 7  | 12 | 070:510 | +19   | 58     |
| 6.  | FC Puuma Tallinn (N)       | 36  | 15 | 9  | 12 | 081:720 | +9    | 54     |
| 7.  | FC Lootus Kohtla-Järve (A) | 36  | 9  | 11 | 16 | 059:750 | −16   | 38     |
| 8.  | Pärnu Linnameeskond        | 36  | 8  | 11 | 17 | 055:630 | −8    | 35     |
| 9.  | Tallinna JK Legion         | 36  | 7  | 6  | 23 | 044:104 | −60   | 27     |
| 10. | FC Valga Warrior           | 36  | 3  | 7  | 26 | 034:131 | −97   | 16     |

Platzierungskriterien: 1. Punkte – 2. Direkter Vergleich (Punkte, Tordifferenz, geschossene Tore) – 3. Tordifferenz – 4. geschossene Tore

| (A) | Absteiger aus der Meistriliiga 2010 |
| (N) | Neuaufsteiger aus der II Liiga      |

## Relegation
Aufstieg
Die Spiele fanden am 13. und 19. November 2011 statt.
|                    | Gesamt |               | Hinspiel | Rückspiel |
| ------------------ | ------ | ------------- | -------- | --------- |
| FC Infonet Tallinn | 1:5    | FC Kuressaare | 0:1      | 1:4       |

Beide Vereine blieben in ihren jeweiligen Ligen.
Abstieg
Am Saisonende trat der Achtplatzierte der Esiliiga gegen den Sieger des Entscheidungsspieles der beiden zweitplatzierten Teams der II Liiga Ida/Põhi (Ost) und Lääs/Lõuna (West) in der Relegation an. Die Spiele fanden am 13. und 19. November 2011 statt.
|                     | Gesamt          |                     | Hinspiel | Rückspiel |
| ------------------- | --------------- | ------------------- | -------- | --------- |
| JK Tammeka Tartu II | 1:1 (5:4 i. E.) | Pärnu Linnameeskond | 0:1      | 1:0 n. V. |

- Tammeka Tartu II stieg in die Esiliiga auf. Pärnu Linnameeskond blieb vom Abstieg verschont, nachdem der FC Ajax Lasnamäe als Absteiger der Meistriliiga in der vierten Liga neu startete.

## Torschützenliste
| Pl. | Name             | Team                  | Tore |
| --- | ---------------- | --------------------- | ---- |
| 01. | Maksim Rõtškov   | FC Infonet Tallinn    | 40   |
| 02. | Rimo Hunt        | JK Tallinna Kalev     | 35   |
| 03. | Aleksei Mamontov | Kiviõli Tamme Auto    | 17   |
| 04. | Trevor Elhi      | FC Levadia Tallinn II | 14   |
| 04. | Sten Teino       | FC Puuma Tallinn      | 14   |
| 04. | Tõnis Starkopf   | Kiviõli Tamme Auto    | 14   |
| 07. | Nikita Tšernei   | FC Puuma Tallinn      | 13   |
| 07. | Ilja Antonov     | FC Puuma Tallinn      | 13   |